# Podil (Kiew)
| Podil Поділ     | Podil Поділ     |
| Blick auf Podil | Blick auf Podil |
| --------------- | --------------- |
| Ortsteil von    | Kyjiv           |
| Rajon           | Podil           |

Podil (ukrainisch Поділ; russisch Подол Podol) ist eines der ältesten Stadtviertel der ukrainischen Hauptstadt Kyjiv.

## Lage
Podil liegt, nördlich an die Kyjiver Innenstadt von angrenzend, am rechten (westlichen) Ufer des Dnipro innerhalb des Stadtbezirks Podil, dem es seinen Namen gab. Das Viertel ist über die U-Bahnhöfe Tarassa Schewtschenka, Kontraktowa Ploschtscha und Poschtowa Ploschtscha an die U2 (blaue Linie) der Kyjiver Metro angebunden. Zwei Brücken führen von Podil über den Dnipro: die Fußgängerbrücke auf die Truchaniw-Insel und die im Bau befindliche Podilbrücke auf das linke Ufer. Am Fluss liegt der denkmalgeschützte Kyjiver Schiffsanleger (Rytschkowyj Woksal), von dem aus Ausflugs- und Kreuzfahrtschiffe zu Flussfahrten an- und ablegen. Gegenüber liegt die Podiler Zahnradbahn (Funikuler), die vom Poschtowa Ploschtscha hoch in die Oberstadt führt. Dorthin führt ebenfalls der weitgehend Fußgängern vorbehaltene Andreassteig. Der Auto- und Busverkehr führt über den Wolodymyrsteig ins Zentrum. Den nördlichen Rand des Stadtteils bildet eine Schnellstraße am Dnepr, über welche der Verkehr aus dem nördlich gelegenen Obolon ins Zentrum führt. Über zahlreiche Straßenbahnlinien ist Podil mit den westlichen und nordwestlichen Stadtteilen Kyjivs verbunden.

## Geschichte

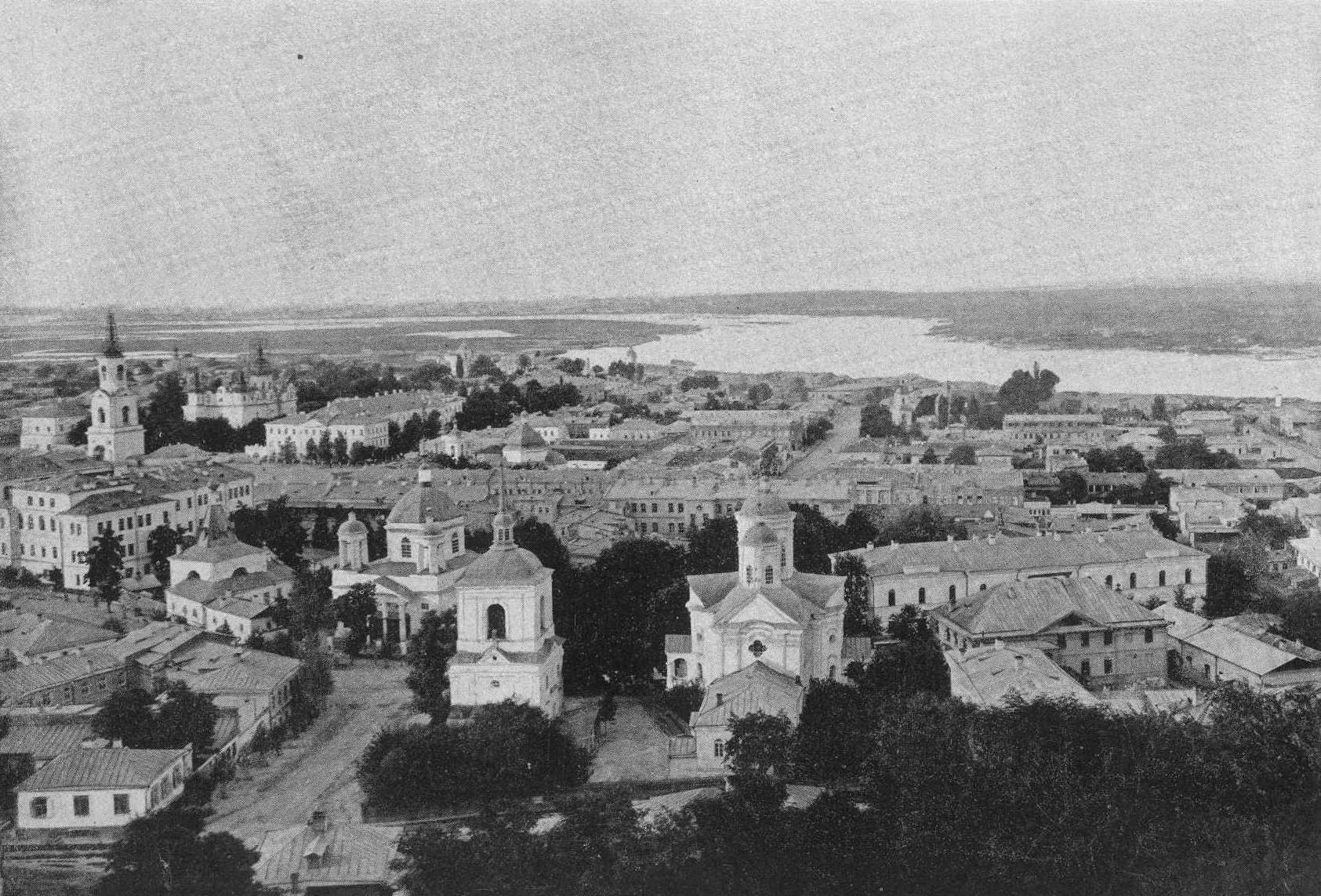
Podil im Jahr 1902

Die ältesten Siedlungsfunde in Podil und dem gesamten heutigen Stadtgebiet Kyjivs stammen aus der Magdalénien-Kultur aus der Zeit von 25.000–15.000 v. Chr. Sie befinden sich am Kyjiv-Kyrill-Wohnplatz auf der Kyryliwska-Straße (вул. Кирилівська) Nr. 59 bis 61.
Podil entstand im 9. Jahrhundert nach der Gründung der Kyjiver Oberstadt durch die Poljanenfürsten Kyj, Schtschek und Choriw als Viertel der Fischer, Handwerker und Händler. So baute man als wichtige Station auf dem Weg von den Warägern zu den Griechen am Ufer des Dnipros einen Flusshafen in Podil. Im Jahr 945 wurde in Podil die erste Kirche der Stadt Kyjiv erbaut. Auch die vom Großfürsten Volodymyr I. initiierte Taufe der bis dahin heidnischen Kyjiver Rus fand im Jahr 988 am Dniproufer in Podil statt. Nach der Zerstörung der Kyjiver Oberstadt im Zuge der mongolischen Invasion der Rus 1240 wurde Podil zum Zentrum der Stadt und blieb es über Jahrhunderte. Vom 15. bis zum 19. Jahrhundert war der Kyjiver Stadtrat in Podil untergebracht. Einer der wichtigsten und bis heute aktiven Märkte Kyjivs, der Roggenmarkt (Shytnij Rynok) befindet sich in Podil.
Nach einem Großbrand im Jahr 1811 wurde das Viertel von dem in Podil lebenden Architekten Andrei Iwanowitsch Melenski mit zahlreichen Bauten im klassizistischen Stil wiederaufgebaut.

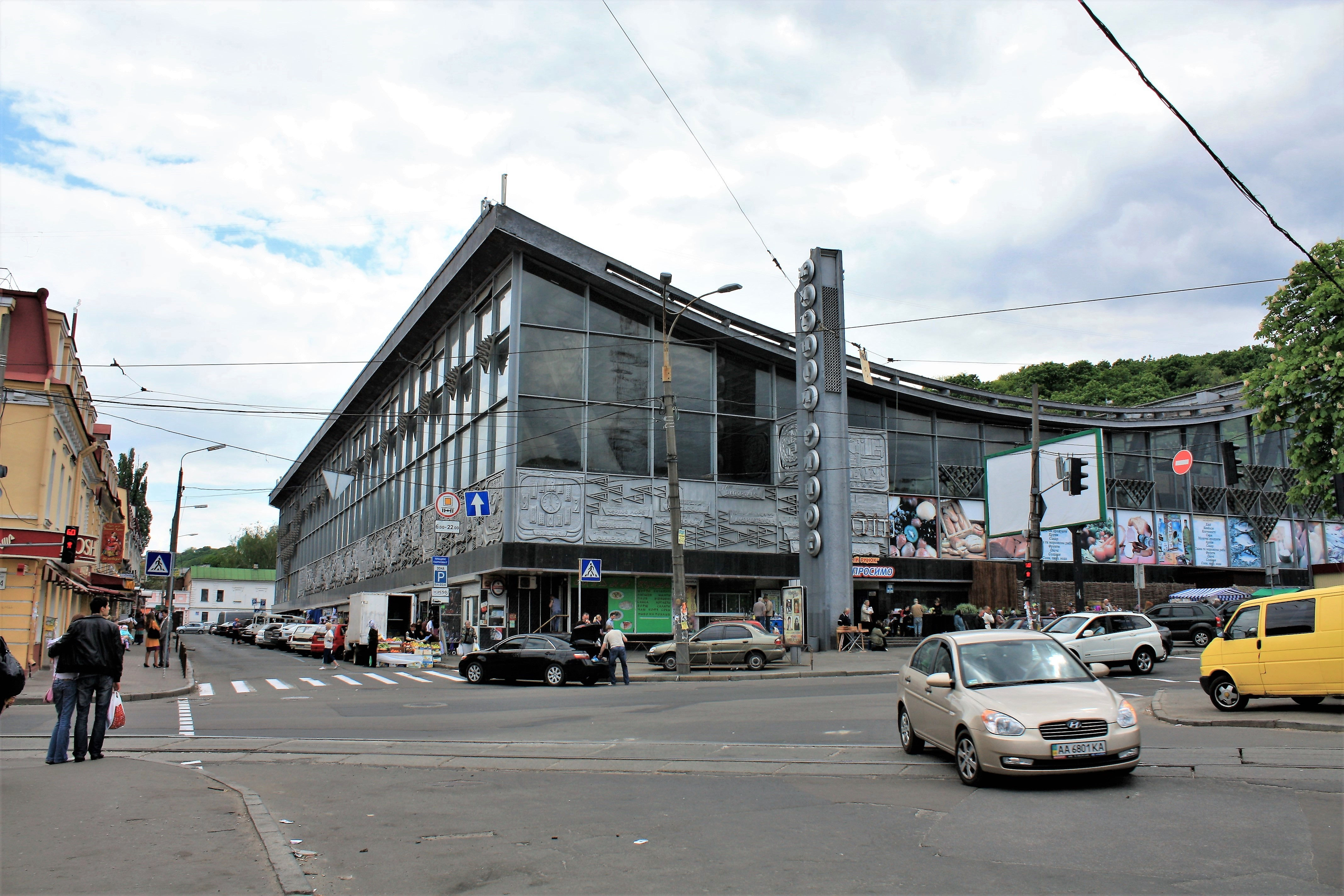
Die Markthalle von 1980 in Podil

1980 erhielt der Roggenmarkt eine eigene Markthalle.

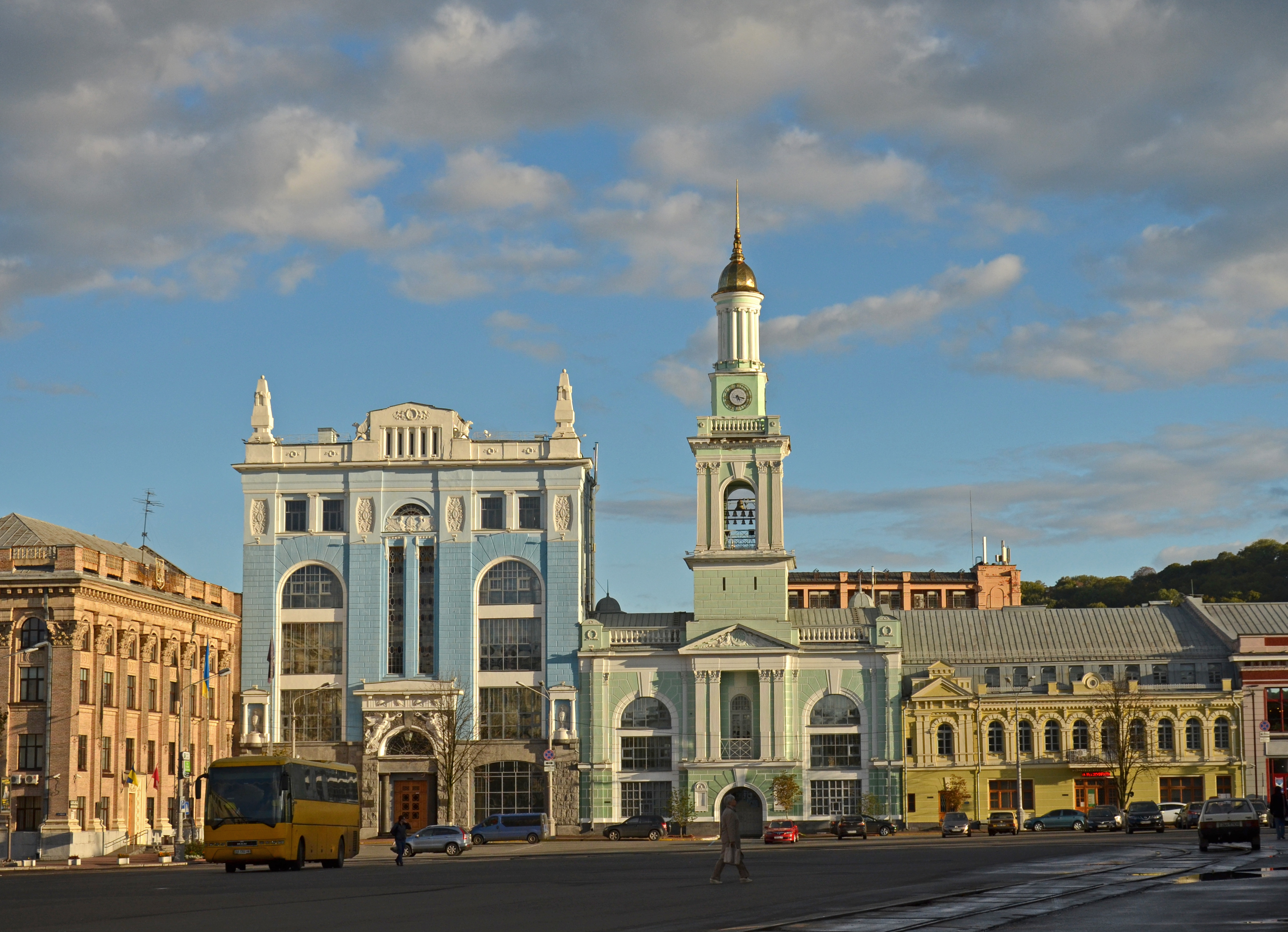
Der Kontraktowa Ploschtscha

## Sehenswürdigkeiten

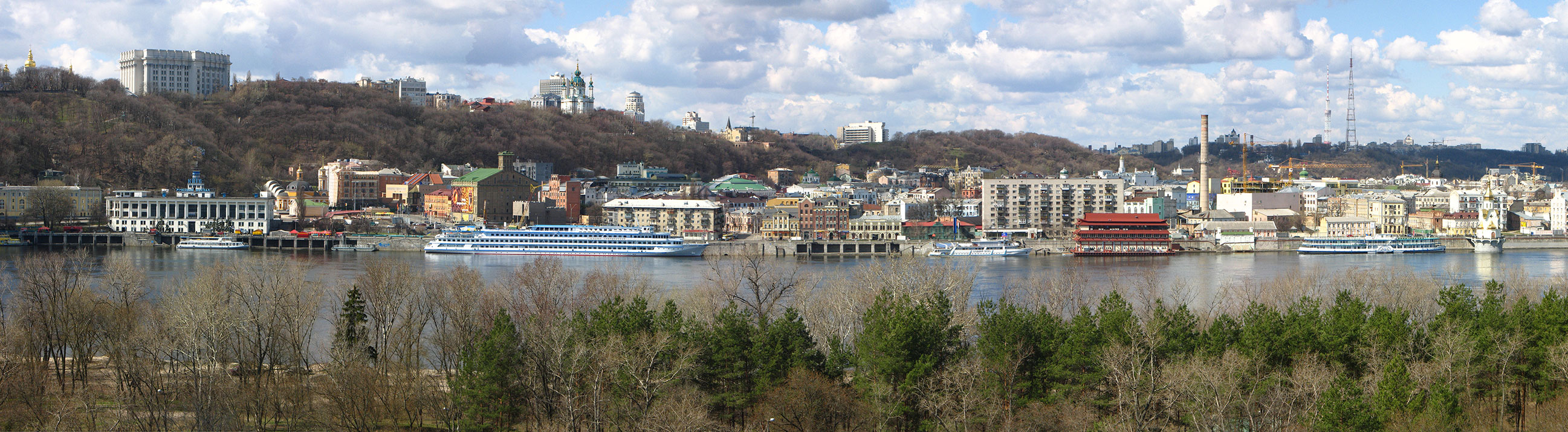
Das Podiler Dniproufer. Links der Flusshafen, rechts St. Nikolai auf dem Wasser

Der Mittelpunkt Podils ist der Kontraktowa-Platz mit dem Haus Nasarija Suchoty, dem Zentralgebäude der Kiew-Mohyla-Akademie, dem Kontrakthaus, dem Hostynyj Dwir, der Pyrohoschtscha-Kirche, dem Samsonbrunnen, dem Sahaidatschnyj-Denkmal und dem Katharinenkloster.
Ein weiterer bekannter Platz ist der am Flusshafen gelegene Postplatz mit der Christi-Geburt-Kirche.

Darüber hinaus besitzt Podil viele weitere historische Bauten, Sehenswürdigkeiten und Museen. Zu nennen sind der Andreassteig mit dem Michail-Bulgakow-Museum, dem Eine-Straße-Museum und dem „Schloss Richard Löwenherz“. Des Weiteren das Haus Masepa, in dem sich seit 1993 das Hetman-Museum befindet, das Haus von Peter I., ebenfalls heute ein Museum, sowie das Tschornobyl-Museum zur Erinnerung an die Nuklearkatastrophe von Tschernobyl. Am Ufer des Dnipro liegt das Denkmal für die Vergabe des Magdeburger Stadtrechts, die Elias-Kirche und die Kirche St. Nikolai auf dem Wasser. 

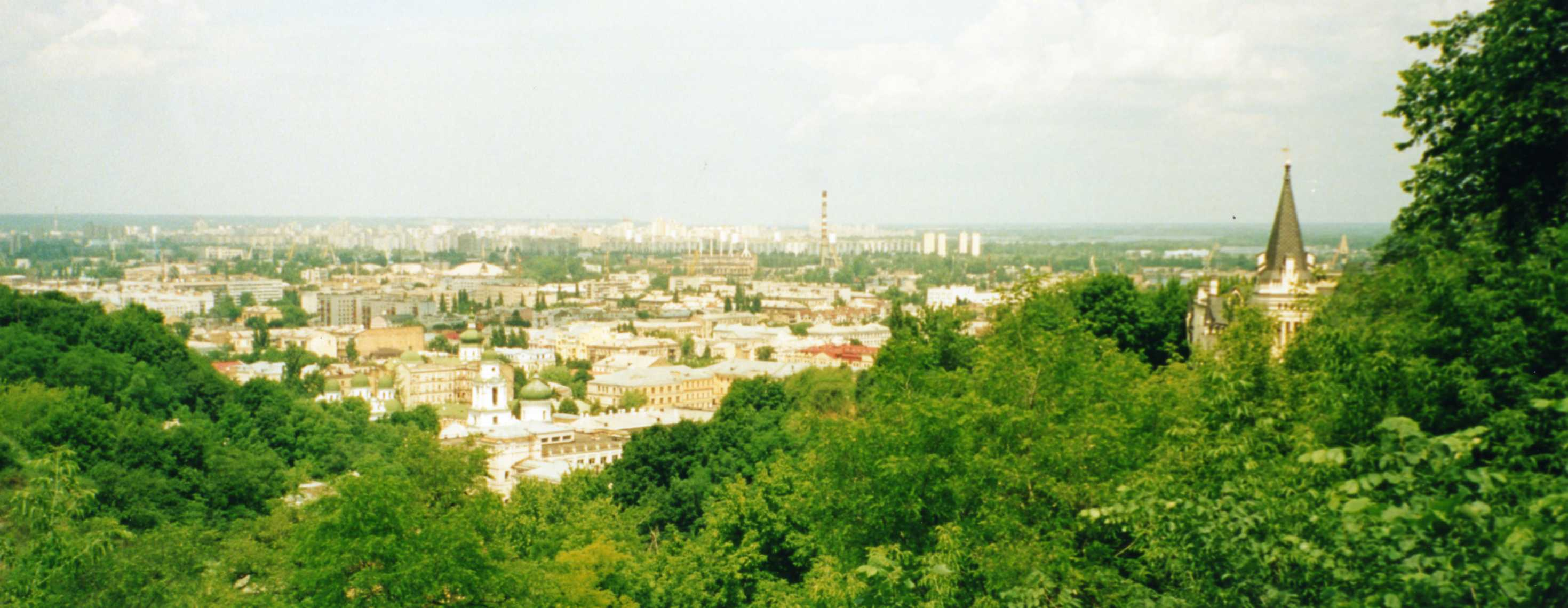
Blick auf Podil. Rechts das Schloss Richard Löwenherz auf dem Andreassteig

## Religiöses Leben
In Podil befinden sich zahlreiche Gebetshäuser. Zu den bereits genannten Sakralbauten kommen beispielsweise 
- die im ukrainischen Barock errichtete Pokrowska-Kirche nahe dem Andreassteig,
- die Nikolai-Prytyska-Kirche, das älteste Gebäude Podils,
- die klassizistische Kreuzerhöhungskirche,
- die Podil-Synagoge,
- das zur Ukrainisch-Orthodoxen Kirche des Moskauer Patriarchats (UOK MP) gehörende Frauenkloster der Himmelfahrt des heiligen Flor,
- die Kiew-Podiler Wwedenska Kirche (Einführung der seligen Jungfrau Maria in die Kirche) (ebenfalls zur UOK MP).